# Каплиця Різдва Пресвятої Діви Марії (Джурин)
Каплиця Різдва Пресвятої Діви Марії в Джурині — римсько-католицька церква в селі Джурині Тернопільської области України.

## Відомості
- 1910 — зусиллям місцевого жителя Михаїла Шушкевича закладено фундамент майбутньої філіальної мурованої святині.
- 18 серпня 1912 — о. Станіслав Громницький освятив наріжний камінь під будівництво, якому завадила Перша світова війна.
- 1937 — завершено спорудження каплички, яку 10 жовтня того ж року освячено.
- 1944 — святиня зазнала руйнувань.
- 1990 — костел перейшов у власність греко-католицької громади.

## Настоятелі
- о. Станіслав Громницький,
- о. Казимир Терлецький,
- о. Франциск Судол,
- о. Ян Дзюбан.